# Tiếng Macedonia
Tiếng Macedonia (македонски јазик, tr. makedonski jazik, phát âm [maˈkɛdɔnski ˈjazik] ⓘ) là ngôn ngữ chính thức của Bắc Macedonia và là thành viên của nhóm ngôn ngữ Đông Nam Slav. Tiếng Makedonija chuẩn được chọn làm ngôn ngữ chính thức của nước Cộng hoà Nhân dân Macedonia (về sau là Cộng hòa Xã hội chủ nghĩa Macedonia) vào tháng 6 năm 1945. Sau khi được hệ thống hóa trong những năm 1940 và 1950, nó đã tích lũy một truyền thống văn học rực rỡ.
Những nhóm dân sử dụng phương ngữ tiếng Macedonia sống trong một dải liên tục ngữ với Serbia về phía bắc, và Bungari về phía đông.
Dân số của Bắc Macedonia là 2.022.547 người vào năm 2002, với 1.644.815 nói tiếng Macedonia là ngôn ngữ bản địa. Bên ngoài của nước Cộng hoà, dân Macedonia sống ở các phần khác của khu vực địa lý của Bắc Macedonia. Có những dân tộc thiểu số Macedonia tại nước láng giềng Albania, Bulgaria, Hy Lạp, và ở Serbia. Theo điều tra dân số chính thức của Albania năm 1989, có 4.697 người Macedonia cư trú tại Albania.
Một số lượng lớn người Macedonia sống bên ngoài khu vực Macedonia Balkan truyền thống, với Úc, Canada và Hoa Kỳ có cộng đồng di dân lớn nhất. Theo một ước tính năm 1964, khoảng 580.000 người Macedonia sống bên ngoài của nước Bắc Macedonia, gần 30% tổng dân số. Tiếng Macedonia được nói bởi các cộng đồng bên ngoài nước cộng hòa này lại giống thứ tiếng trước khi tiêu chuẩn hoá và giữ lại nhiều đặc điểm cũ, mặc dù nhìn chung thì người nói thứ tiếng này và tiếng đã chuẩn hóa có thể hiểu lẫn nhau. Tiếng Macedonia là ngôn ngữ chính thức chỉ tại Cộng hòa Macedonia, và là một ngôn ngữ thiểu số được công nhận tại Albania, Romania, và Serbia. Tại Romania có quy định cho việc học ngôn ngữ tiếng Macedonia như là một ngôn ngữ thiểu số. Đây là ngôn ngữ giảng dạy trong một số trường đại học tại Úc, Canada, Croatia, Ý, Nga, Serbia, Hoa Kỳ, và Vương quốc Anh trong các nước khác.
Giống như đối với tên quốc gia, cái tên Macedonia của ngôn ngữ này cũng là một chủ đề gây tranh cãi về chính trị ở Hy Lạp cũng như tính độc lập, khác biệt của nó so với Bulgaria.

## Phân bổ địa lý
Bản mẫu:Macedonian language

Bản đồ phân bổ địa lý của tiếng Macedonia ở Cộng hòa Macedonia và các quốc gia láng giềng, theo nhiều nguồn khác nhau.

Dân số của Bắc Macedonia là 2.022.547 trong năm 2002, với 1.644.815 người nói tiếng Macedonia như tiếng mẹ đẻ. Ngoài vùng lãnh thổ nước Cộng hòa, cũng có nhiều người dân sống ở vùng Macedonia trong lịch sử. Ngoài ra cũng có nhiều người Macedonia sống tại Albania, Bulgaria, Hi Lạp, và Serbia. Theo thống kê dân số của Albania năm 1989, 4.697 người Macedonia đã sống tại nước này.
Một số đông người Macedonia khác cũng sinh sống ngoài khu vực bán đảo Balkan, với Úc, Canada và Hoa Kỳ có nhiều kiều dân Macedonia nhất. Theo thống kê năm 1964, có khoảng 580.000 kiều dân Macedonia sinh sống ngoài vùng lãnh thổ của Cộng hòa Macedonia, chiếm gần 30% dân số. Tiếng Macedonia là ngôn ngữ chính thức tại nước Cộng hòa này, và cũng được thừa nhận là ngôn ngữ chính thức của cộng đồng người Macedonia thiểu số tại Albania (Pustec), România, và Serbia (Jabuka và Plandište). Tiếng Macedonia đã được dạy tại một số trường đại học ở Úc, Canada, Croatia, Ý, Nga, Serbia, Hoa Kỳ và Anh.

### Lượng người sử dụng
Tổng số người sử dụng tiếng Macedonia hiện vẫn chưa xác định được tỏ tường. Theo ước tính con số này rơi vào khoảng 1,6 triẽu () và 2–2,5 triệu; xem Topolinjska (1998) và Friedman (1985). Con số chung là khoảng 2 triệu người nói tiếng Macedonia. Nguyên nhân của khó khăn trong việc thống kê là hoạt động di cư của người dân cũng như chính sách của các quốc gia vùng Balkan láng giềng" Friedman (1985:?).
Theo thống kê năm 2002, số người sử dụng tiếng Macedonia là:
| Quốc gia và vùng lãnh thổ       | Sồ lượng   | Sồ lượng      | Sồ lượng         |
| Quốc gia và vùng lãnh thổ       | Trung bình | Ước tính thấp | Ước tính cao     |
| ------------------------------- | ---------- | ------------- | ---------------- |
| Macedonia                       | 1.344.815  | 1.344.815     | 2.022.547        |
| Albania                         |            | 4.697         | 30.000 - 150,000 |
| Bulgaria                        | 1.404      | 1.404         | 150.000          |
| Hy Lạp                          |            | 35.000        | 250.000          |
| Serbia                          | 14.355     | 14.355        | 30.000           |
| Phần còn lại của khu vực Balkan |            | 15.939        | 25.000           |
| Canada                          | 18.440     | 18.440        | 150.000          |
| Úc                              | 72.000     | 72.000        | 200.000          |
| Đức                             |            | 62.295        | 85.000           |
| Ý                               |            | 50.000        | 74,162           |
| Hoa Kỳ                          |            | 45.000        | 200.000          |
| Thụy Sĩ                         |            | 6.415         | 60.116           |
| Phần còn lại của thế giới       |            | 101.600       | 110.000          |
| Tổng                            |            | 2.289.904     | 4.100.000        |